# Бантинг, Сидней Персивал
Сидней Персивал Бантинг (англ. Sydney Percival Bunting, 1873, Лондон — 25 мая 1936, Йоханнесбург) — южноафриканский деятель рабочего движения, политик-коммунист.

## Биография
Родился в Лондоне, его отец был редактором газеты Contemporary Review, мать — социальным работником. С отличием окончил колледж Магдалены Оксфордского университета в 1897 году. 
В 1900 году отправился в качестве добровольца на Англо-бурскую войну, по окончании которой принял решение остаться жить в завоёванной англичанами Южной Африке. Первоначально работал юристом в Кейптауне, получил в Южноафриканском колледже степень бакалавра права. Впоследствии перебрался в Йоханнесбург, где, с детства увлекаясь музыкой и играя на пианино и альте, стал одним из основателей Музыкального общества и получил некоторую известность как музыкальный критик. В 1910 году стал членом Лейбористской партии, в 1914 году вошёл в Совет Трансвааля, тогда же стал одним из основателей и руководителей Интернациональной социалистической лиги, провозгласившей лозунг «Война – войне!».
Работал редактором, журналистом, юристом, написал большое количество политических памфлетов, в которых выступал против капиталистического строя и за предоставление чернокожим равных прав с белыми во всех сторонах общественной жизни, за что получил от врагов прозвище «негрофил». В некоторых работах открыто призывал чернокожих к восстанию против белых.
Дважды, в 1922 и 1928 годах, посещал Советскую Россию, участвовал в работе Коминтерна. В 1921 году был одним из основателей Коммунистической партии Южной Африки, в 1922 году стал её секретарём, в 1924 году — председателем. На протяжении второй половины 1920-х годов Бантинг был особенно политически активен, выпустив множество брошюр с критикой южноафриканского правительства, но нередко конфликтовал и со своими коллегами по идеологическим вопросам. В конце концов он был исключён из партии в 1931 году по обвинениям в троцкизме, после чего, будучи банкротом и не имея возможности найти работу журналиста или юриста, устроился альтистом в оркестр Йоханнесбурга. Через несколько лет перенёс инсульт, последствием которого стал паралич пальцев, что вынудило его перейти на работу завхозом. Несмотря на это, Бантинг продолжал писать политологические работы, призывающие к социалистической революции в Африке, и в первой половине 1930-х годов. Умер в 1936 году от повторного инсульта.
Сын – Брайан Перси Бантинг (р. 1920) – известный публицист, боровшийся с режимом апартеида.